# Giuseppe Bosa
Giuseppe « Beppe » Bosa, né le 9 octobre 1964, à Cittadella, en Italie, est un joueur italien de basket-ball. Il évolue durant sa carrière au poste d'ailier.

## Palmarès
Joueur
- 3e du championnat d'Europe 1985
- Vainqueur des Jeux méditerranéens de 1993
- Coupe Korać 1991
- Coupe des coupes 1981
- Coupe intercontinentale 1982
- Coupe des clubs champions 1982, 1983
- Champion d'Italie 1981